# Кудажы, Кызыл-Эник Кыргысович
Кызыл-Эник Кыргысович Кудажы (13 декабря 1929, Улуг-Хемский кожуун — 9 ноября 2006, Кызыл) — поэт, писатель, драматург, переводчик, публицист.

## Биография
Кызыл-Эник Кыргысович Кудажы родился 13 декабря 1929 года в местечке Чээнек Ийи-Тальского сумона Улуг-Хемского хошуна Тувинской Народной Республики. Окончил Кызылское педагогическое училище (1951), филологический факультет Кызылского государственного педагогического института (1960), Высшую партийную школу при ЦК КПСС (1964). Работал учителем школ, редактором газет «Сылдысчыгаш», «Тыванын аныяктары», литконсультантом, председателем Правления Союза писателей Тувинской АССР (1980—1989), редактором журнала «Улуг-Хем».
Кызыл-Эник Кыргысович был единственным сыном Михаила Кудажы — знаменитого скотовода ТНР, гвардейца, кавалера ордена Ленина, депутата Верховного Совета СССР, который участвовал 24 июня 1945 года в параде Победы на Красной площади в Москве.
Литературная деятельность К. Кудажы началась в 1948 г. В 1958 году вышла его первая книга стихов «Первый шаг» на тувинском языке в газете «Сылдысчыгаш». Он работал во всех жанрах литературы: писал стихи, рассказы, повести, драматические произведения, романы. По пьесам писателя на сцене Тувинского музыкально-драматического театра поставлены спектакли: «Долуманын хуулгаазыны» (Проделки Долумы, 1970), «Он бир» (Одиннадцать, 1972), «Далай дувунде дангына» (Принцесса на дне моря, 1974), «Инчеек» (1976), «Белек-кыс эмчи» (Феликс Кон, 1978), «Дирде-Макдо» (2000) и мн. др. Многие пьесы ставились на сценах драматических театров Кыргызстана, Якутии, Монголии. К.Кудажы вел большую государственную работу. Перевел на тувинский язык «Доктора Айболита» К. Чуковского, «Четвертую высоту» Е. Ильиной, рассказы Л. Толстого, А. Серафимовича, С. Баруздина, многие стихи А. Пушкина, С.Гудзенко, С. Щипачева и др.
Член Союза писателей СССР с 1968 г. Член Союза журналистов СССР. Член Ревизионной комиссии Союза писателей РСФСР.

## Награды и звания
- Заслуженный писатель Тувинской АССР (1979)
- орден «Знак Почета» (1984)
- Народный писатель Тувы (1987)
- орден Республики Тыва (1999)
- почётный гражданин Кызыла (1999)
- Заслуженный работник образования Республики Тыва (2005)[4]
- Отличник печати
- Отличник милиции
- Отличник общества «Знание»
- Диплом Российской Ассамблеи народов
- Ноян-писатель Улуг-Хема
- Чейзен-поэт Чээнека
- Лауреат Государственной премии Республики Тыва (2003)

## Память
В городе Шагонаре названы улица и кожуунная библиотека в честь Кызыл-Эник Кудажы. В селе Ийи-Тал его имя носит сельский Дом культуры. Внесен в книгу «Заслуженные люди Тувы XX века» (2004).

## Основные публикации
- «Первый шаг»: стихи
- «Просторы Родины моей»: стихи, поэма
- «Завязи»: стихи, поэма
- «Клятва друзей»: рассказы
- «Тихий уголок»: повесть
- «Далекое облако»: роман
- «Улуг-Хем неугомонный» : роман
- «Поющий родник»: роман